# Park Central Hotel
El Park Central Hotel es un hotel de 25 pisos y 935 habitaciones ubicado al frente del Carnegie Hall en el 870 de la Séptima Avenida (entre las calles 55 Oeste y 56 Oeste) en Midtown Manhattan, Nueva York. Fue diseñado en el estilo neorrenacentista y abrió el 12 de junio de 1927. El Park Central es un hotel independiente administrado por Highgate Holdings.

## Descripción
El Park Central Hotel de 1,600 habitaciones lleva ese nombre por su proximidad al Central Park, aunque no tiene vistas del parque. Fue diseñado en el estilo neorrenacentista y ha albergado a figuras como Jackie Gleason, Mae West, y Eleanor Roosevelt, quien mantuvo una suite ahí entre 1950 y 1953. Ocupa la mitad oriental de la manzana ubicada en tre las avenidas Séptima y Broadway. En la mitad occidental se encuentra el 1740 Broadway, un rascacielos de 26 pisos y 114 metros que fue propiedad de la Mutual of New York, cuenta con una baliza de clima así como una imponente fachada.
La Mermaid Room fue creada como el bar del hotel y club nocturno a fines de los años 1940. Irving Fields y su trío tocaron ahí entre 1950 y 1966.

## Historia
El Park Central Hotel está ubicado en el antiguo sitio del edificio Van, el primer apartment hotel en Nueva York diseñado por Henry Janeway Hardenbergh y construido en 1879. El Van Corlear fue demolido en 1921 para dar lugar al Park Central Hotel.

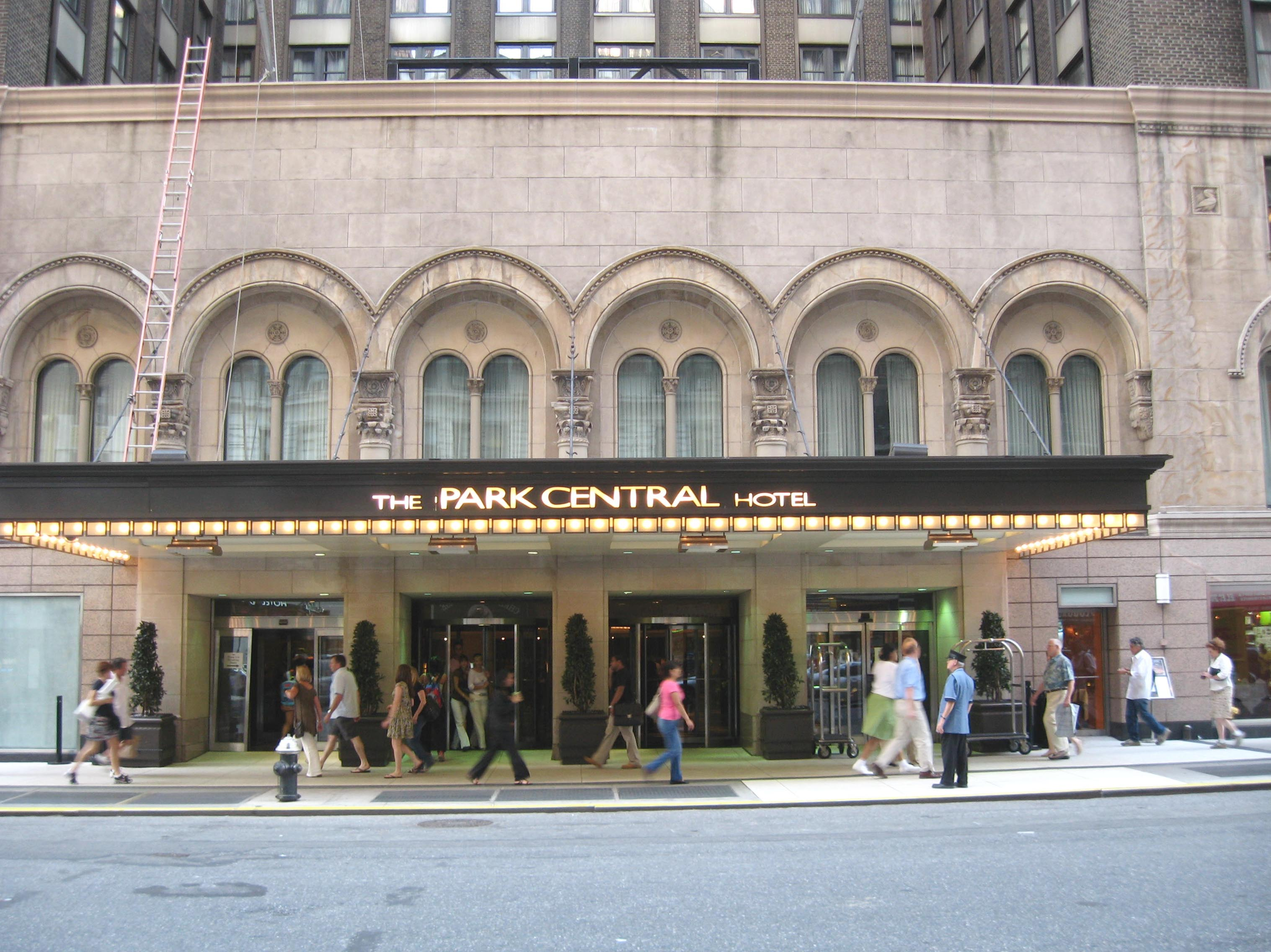
Frente de la Séptima Avenida

El hotel fue construido por Harry A. Lanzer y abrió el 12 de junio de 1927. Lanzer vendió el hotel a Sheraton en 1948 y se convirtió en el Park-Sheraton Hotel. Sheraton lo renombró como The New York Sheraton Hotel en 1972, para no confundirse con el posterior Sheraton New York Hotel. En 1983, Sheraton vendió el hotel por $60 millones a V.M.S. Realty, quien contrató con Dunfey Hotels para administrar el hotel a través de su división Omni Hotels, y el hotel fue renombrado como el Omni Park Central en enero de 1984. El hotel fue vendido al desarrollador Ian Bruce Eichner en 1995 y regresó a su nombre original, Park Central Hotel. Eichner convirtió la mitad de las 1,450 habitaciones del hotel en el Manhattan Club, un proyecto de 266 unidades, todas suites de tiempo compartido ubicado en la parte norte del hotel en el 200 de la Calle 56 oeste.
Es tristemente célebre por ser el sitio del asesinato del mafioso Albert Anastasia, que sucedió el 25 de octubre de 1957 en la barbería del hotel. Antes, en 1928, el gánster judío y prototipo del don moderno y bien vestido, Arnold Rothstein, fue disparado y fatalmente herido dentro de una de las suites. El actor del cine mudo Roscoe Arbuckle murió en 1933 de un ataque cardiaco mientras dormía en su suite en el hotel.
El hotel fue la ubicación para el Draft de la NFL entre 1980 y 1985. Hoy, el Park Central es un hotel independiente administrado por Highgate Holdings. The facade was renovated in 2007.